# Ponte Wulingshan
Il ponte Wulingshan è un ponte strallato alto 263 metri completato nel 2009 situato a Pengshui, nel Chongqing, in Cina. A partire dal 2012, è tra i trenta ponti più alti del mondo. Il ponte si trova sulla G65 Baotou-Maoming Expressway e si estende per 360 metri attraverso la valle di un piccolo affluente del fiume Wu.